# 3645 Fabini
3645 Fabini (1981 QZ) là một tiểu hành tinh vành đai chính được phát hiện ngày 28 tháng 8 năm 1981 bởi Mrkos, A. ở Klet.